# 肯尼思二世
马尔科姆之子肯尼思（中世纪盖尔语：Cináed mac Maíl Coluim；现代盖尔语：Coinneach mac Mhaoil Chaluim；英语化简称为肯尼思二世，绰号为杀害兄弟者(An Fionnghalach)；954年前–995年）是阿尔巴国王（971年–995年在位，可能两度在位，两度统治间可能夹有安拿比王）。马尔科姆一世之子，在科林王被杀后继承王位。即位后不断侵袭英格兰北部地区。据传，曾于公元973年对英王埃德加一世表示效忠，埃德加则承认其对洛锡安地区（在特威德河与福斯河之间)的统治权。还与奥克尼伯爵西格德争夺苏格兰北部地区，但未能成功。在位期间，巩固了对苏格兰中南部地区的统治。后在梅恩斯的费特凯恩被反叛者暗杀，葬于爱奥那岛。